# Refuge d'Asinao
Il refuge d'Asinao è un rifugio alpino a 1.560 metri d'altezza situato ai piedi del monte Incudine (2.136 m) e della Punta di u Fornello (1.930 m) nella valle dell'Asinao, nel comune di Quenza in Corsica. È una tappa fondamentale per gli escursionisti del sentiero GR 20.
Il rifugio è gestito dal Parco naturale regionale della Corsica e ha 36 posti letto.

## Collegamenti esterni

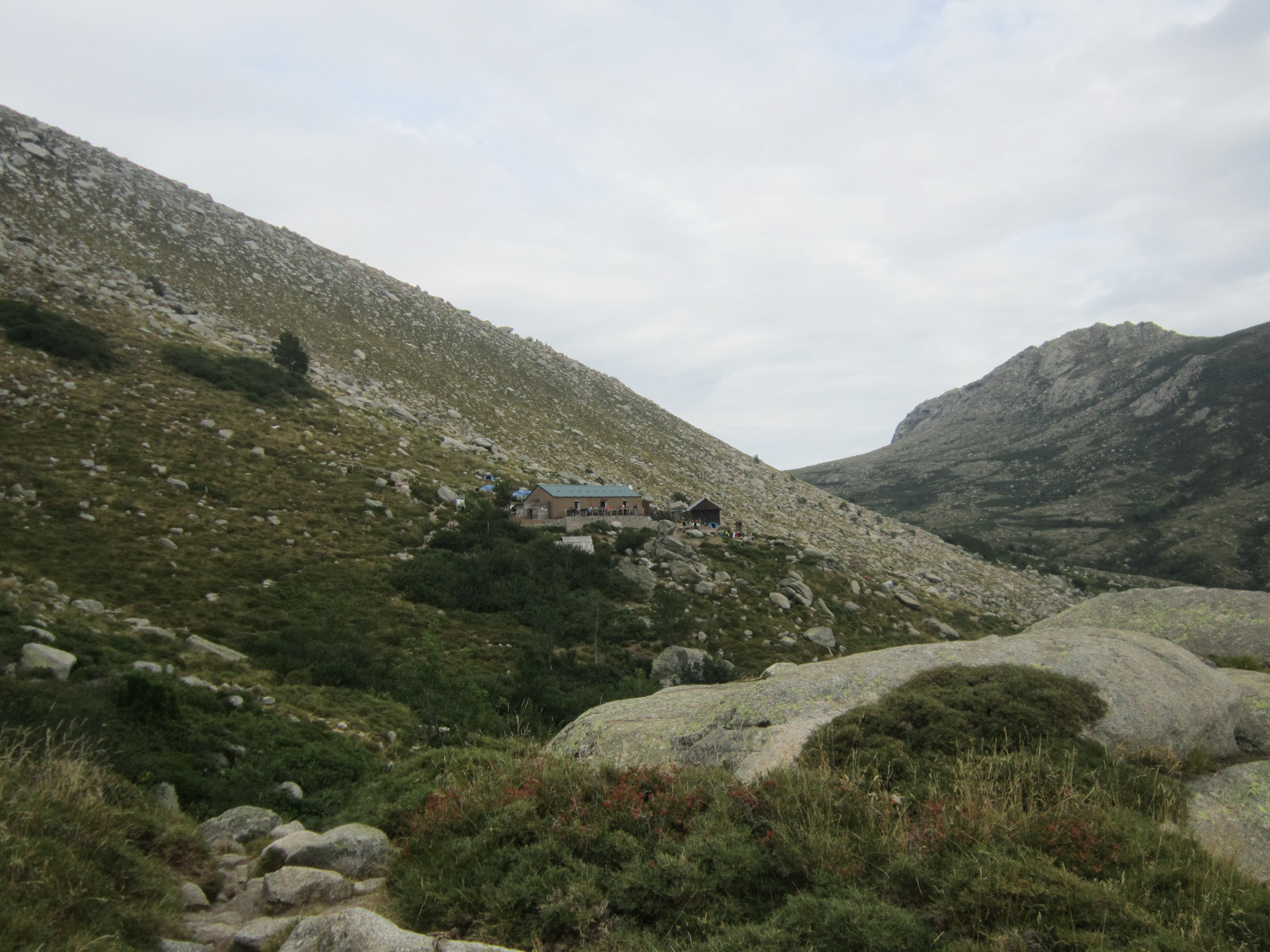
Refuge d'Asinao sul sentiero escursionistico GR 20